# Pellacalyx
Pellacalyx é um género botânico pertencente à família Rhizophoraceae.

## Espécies
- Pellacalyx saccardianus Scortech.
- Pellacalyx yunnanensis Hu

1. ↑  «Pellacalyx — World Flora Online». www.worldfloraonline.org. Consultado em 19 de agosto de 2020